# UFC Fight Night: Hermansson vs. Pyfer
UFC Fight Night: Hermansson vs. Pyfer（ユーエフシー・ファイトナイト：ハーマンソン・バーサス・パイファー、別名UFC Fight Night 236、UFC on ESPN+ 94）は、アメリカ合衆国の総合格闘技団体「UFC」の大会の一つ。2024年2月10日、ネバダ州ラスベガスのUFC APEXで開催された。

## 大会概要
本大会はジャック・ハーマンソンとジョー・パイファーのミドル級戦が組まれた。

## 試合結果

### プレリミナリーカード
第1試合 バンタム級 5分3R
－  ダニエル・マルコス vs.  アオリ・チロン －
2R 3:28 ノーコンテスト（ローブロー）
第2試合 フェザー級 5分3R
○  ハイダー・アミル vs.  ファーニー・ガルシア ×
2R 2:12 TKO（スタンドパンチ連打）
第3試合 ライトヘビー級 5分3R
○  ボグダン・グスコフ vs.  ザック・パウガ ×
1R 3:38 KO（スタンドパンチ連打）
第4試合 ウェルター級 5分3R
○  マックス・グリフィン vs.  ジェレマイア・ウェルズ ×
3R終了 判定2-1（29-28、28-29、29-28）
第5試合 ライトヘビー級 5分3R
○  マルチン・プラフニオ vs.  デビン・クラーク ×
3R終了 判定3-0（30-27、30-27、30-27）
第6試合 女子ストロー級 5分3R
○  ロマ・ルックブーンミー vs.  ブルーナ・ブラジル ×
3R終了 判定3-0（29-28、29-28、29-28）
第7試合 ライト級 5分3R
○  ボラジ・オキ vs.  ティミー・クアンバ ×
3R終了 判定2-1（28-29、29-28、29-28）
第8試合 ウェルター級 5分3R
○  カルロス・プラチス vs.  トレヴィン・ジャイルズ ×
2R 4:03 KO（左ストレート）

### メインカード
第9試合 ミドル級 5分3R
○  ホドウフォ・ヴィエイラ vs.  アルメン・ペトロシアン ×
1R 4:48 肩固め
第10試合 ライト級 5分3R
○  マイケル・ジョンソン vs.  ダリウス・フラワーズ ×
3R終了 判定3-0（30-27、30-27、30-27）
第11試合 ミドル級 5分3R
○  グレゴリー・ホドリゲス vs.  ブラッド・タヴァレス ×
3R 0:55 TKO（スタンドパンチ連打）
第12試合 187.5ポンド契約 5分3R
○  イーホル・ポティエリア vs.  ロベルト・ブリチェック ×
3R終了 判定3-0（30-27、30-27、29-28）
※ポティエリアの体重超過によりミドル級から変更。
第13試合 フェザー級 5分3R
○  ダン・イゲ vs.  アンドレ・フィリ ×
1R 2:43 KO（右ストレート→パウンド）
第14試合 ミドル級 5分5R
○  ジャック・ハーマンソン vs.  ジョー・パイファー ×
5R終了 判定3-0（48-47、48-47、48-47）

### 各賞
ファイト・オブ・ザ・ナイト：該当無し
パフォーマンス・オブ・ザ・ナイト：ダン・イゲ、ホドウフォ・ヴィエイラ、カルロス・プラチス、ボグダン・グスコフ
各選手にはボーナスとして5万ドルが授与された。

### カード変更
負傷などによるカードの変更は以下の通り。